# 존 B. 콜터
존 브레이틀링 콜터(John Breitling Coulter, 1891년 4월 27일 ~ 1983년 3월 6일)는 미국의 군인이다. 제1차 세계 대전, 제2차 세계 대전 및 한국전쟁에 참전했다. 육군 중장으로 퇴역했다.

## 생애

### 어린 시절 및 군경력
존 B. 콜터는 1891년 4월 27일 텍사스주 샌 안토니오에서 출생했다. 그는 1911년에 서부 텍사스 군사 학교를 졸업하고 1912년에 기병 부대 소위로 임명을 받았다. 1916년 텍사스의 제14기병연대에서 처음 군무에 종사, 판초 비야 원정(Pancho Villa Expedition)에 참가했다. 제1차 세계 대전 동안 그는 제42보병사단(42nd Infantry Division) 사령관 윌리엄 아브람 만(William Abram Mann) 장군의 부관으로 프랑스에서 근무했다. 미국에 귀국 후 메릴랜드주 캠프 미드(Camp George Meade)에서 5개월간 제154여단 부관을 지냈다. 그 후 그는 제2대대 제508전투공병대의 아프리카계 미국인 부대에 지휘관으로 다시 프랑스로 돌아왔다.

### 전간기
제1차 세계대전 종전 후 콜터는 미 육군성의 인사국에 근무했고, 아이오와 포트 데스모인스(Fort Des Moines Provisional Army Officer Training School)의 제2기병대대 제14기병부대를 지휘했다. 1922년, 그는 기병 학교를 졸업하고 육군성에 배속 된 후 기병대 부대장을 맡았다.
1927년에 미국 육군지휘참모대학교를 졸업하고 텍사스 포트 블리스(Fort Bliss)의 제8기병연대에서 대대를 지휘했다. 이어 제1기병사단에서 계획 훈련 사관 보좌관을 지냈다. 그 후 라틴 아메리카의 전문가로 일반 참모 군사 정보부에 배속되었다.
1933년 미국 육군참모대학교를 졸업하고 1934년 미국 해군참모대학교를 수료. 1938년 사우스 다코타 포트 미드(Fort George G. Meade)의 제4기병연대 부대장으로 배속되었다. 그리고 1940년에 연대장이되었다.

### 제2차 세계대전
1941년 콜터는 준장으로 승진을 받아 애리조나 피닉스에서 제3기병여단의 여단장으로 배치되었다. 진주만 공격 후 자신의 부하 군인들은 멕시코 국경에 충당, 서부 방위군(Western Defense Command) 남부 국토 국경 지역의 사령관으로 추가 배정을 받았다. 1942년 초 제2기병사단(2nd Cavalry Division)의 사단장에 올랐다.
1943년에 소장으로 승진, 제85보병사단(85th Infantry Division)의 지휘를 맡았다. 미국 본토에서 훈련 후, 그는 사단을 이끌고 북아프리카와 이탈리아에 원정했다. 제 85사단은 구스타프 라인(Gustav Line)에서 고딕 라인(Gothic Line) 사이를 행진과 로마 = 아르노 전투(Rome-Arno Campaign), 북부 아펜 니노 산맥의 전투(North Apennines Campaign), 포 평원의 전투(Po Valley Campaign)에 참가했다. 콜터는 군사 등산이나 산악 전투에서 높은 평가를 받았다.
제2차 세계 대전 후 미국에 귀국, 앨라배마 포트 매클 렐런(Fort McClellan) 보병 보충 훈련소에서 사령관을 역임했다. 그 후 그는 텍사스 포트 샘 휴스턴(Fort Sam Houston)에서 제4군의 부사령관에 취임했다.

### 한국 전쟁
1948년 그는 미국 제7보병사단의 사단장에 취임, 한반도에 원정했다. 1949년 그는 주한 미군 부대의 부사령관에 임명되었다. 그는 제1군단을 지휘하고 1950년에 미국으로 떠났다. 그 후 일리노이주 시카고에 본부를 둔 제5군에 부사령관으로 부임했다.
1950년 6월, 한국 전쟁 이 발발하자 콜터는 제1군단 의 지휘를 맡아 8군의 일부로 활동을 재개했다. 그는 한국의 임시 부대 1개와 미국 부대 군에 의해 구성된 태스크 포스 잭슨(Task Force Jackson)에서 사령관을 맡아 북한의 전진을 정지시키는 데 큰 역할을 했다. 1950년 9월에는 제9군단의 지휘를 맡아 북한에 대해 반격을 할 제1군단의 활동 지원을 위한 부대를 통솔했다.
1951년 콜터는 제8군 부사령관, 중장으로 승진하고 제8군 사령관 매슈 리지웨이 중장의 연락 담당자로서 육군 및 한국 대통령 이승만과의 연락을 했다. 1952년 콜터 중장은 군을 퇴역했다.

### 생애 후반
은퇴 후 워싱턴 DC에서 유엔 한국 재건단의 대표 대사가되어, 한국 전쟁 후 한국의 재건을 목적으로 한 국제적인 대처를 지시했다. 1953년 그는 유엔 사무 차장보의 직책에서 유엔 한국 재건단의 사무 총장에 취임했다. 그는 이 임무를 1958년까지 재직했다. 재임 중 그는 한국의 산업, 학교, 병원, 도로, 주택 등의 재건을 위해 2억 달러 이상의 지출에 대한 감독을 했다. 1956년에는 수에즈 위기당시 유엔 사무 총장 다그 함마르셸드에게 평화 유지군 활동에 대한 조언을 했다.
1959년 한국 대통령 이승만은 한국의 재건에 노력했다 콜터를 평가하고 콜터의 동상을 세웠다. 동상은 서울의 이태원에 지어졌다. 그 후 1977년, 동상은 서울 광진구 능동으로 이전되었다. 1983년 3월 6일 워싱턴 D.C.에서 사망했으며 알링턴 국립묘지에 안장되었다.

## 표창과 훈장
콜터에게 주어진 포상 및 훈장으로는 육군 공로 훈장(Distinguished Service Medal)(3회), 은성 훈장(2회), 동성 훈장, 수훈 비행 십자장, 항공 훈장이 있다.